# Neosuris fulgida
Neosuris fulgida är en insektsart som först beskrevs av Barber 1918.  Neosuris fulgida ingår i släktet Neosuris och familjen Rhyparochromidae. Inga underarter finns listade i Catalogue of Life.